# Страде Бьянке Донне
Страде Бьянке Донне (итал. Strade Bianche Donne, в итальянских СМИ также называется как итал. Strade Bianche Rosa) — шоссейная однодневная велогонка, проходящая по территории Италии с 2015 года. Является женской версией мужской гонки Страде Бьянке.

## История
Гонка была создана в 2015 году. Её дебютное издание прошло в рамках Женского мирового шоссейного календаря UCI. Победу на гонке одержала американка Меган Гарнье.
В 2016 году вошла в календарь только что созданного Женского мирового тура UCI одновременно став его дебютной гонкой. Победительницей этой гонки стала британка Лиззи Армитстед, выиграв её в радужной майке чемпионки мира по шоссейному велоспорту.
В 2017 году Элиза Лонго Боргини стала первой итальянкой, победившей на гонке.
Гонка 2018 года проходила в ужасную погоду, из-за низких температур и проливных дождей гравийные дороги были исключительно грязными. Из 136 стартовавших гонщиц только 59 сумели финишировать, ещё 17 человек не попали в лимит времени.
Своё название, Strade Bianche в переводе с итал. — «Белые дороги», гонка получила от грунтовых дорог с белым гравием по которым проходит примерно четверть дистанции.
Организатором является RCS Sport. Гонка проводится в тот же день, что и мужская гонка, в первую или вторую субботу марта, почти по тем же дорогам, но на более короткой дистанции.

## Маршрут

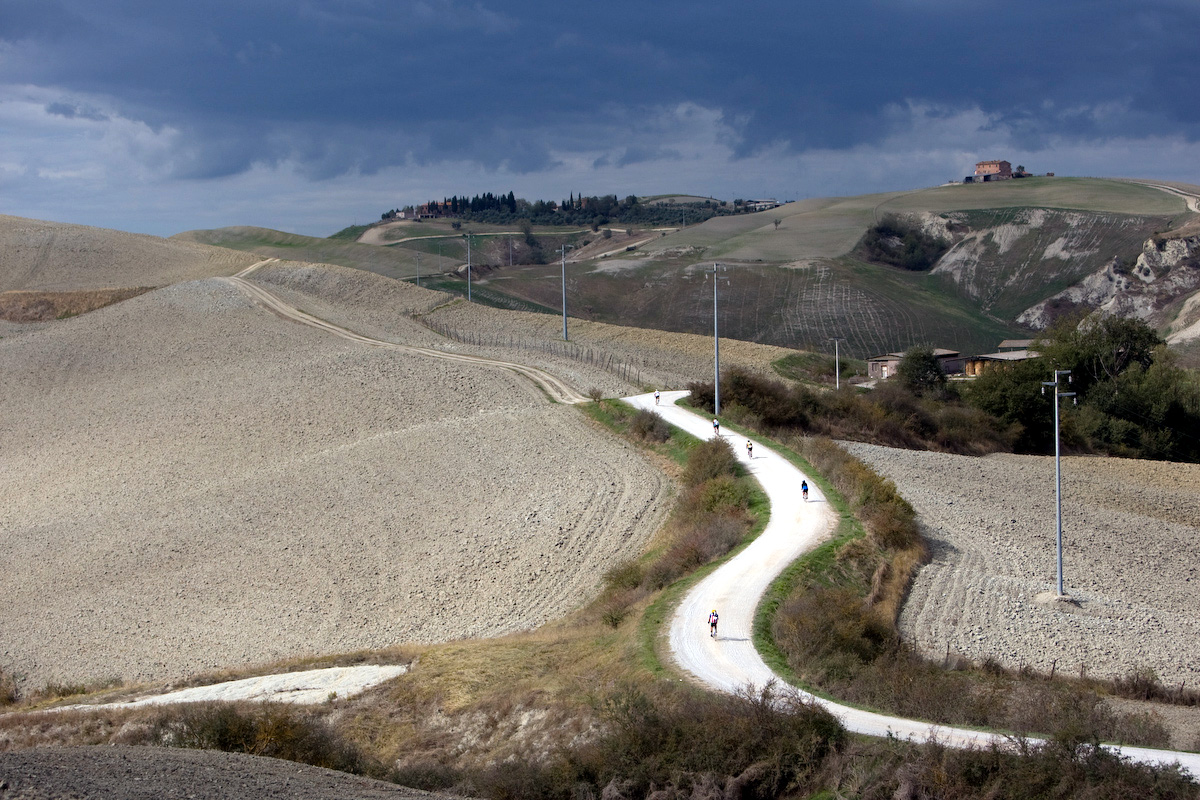
Одна из гравийных дорог в провинции Сиена

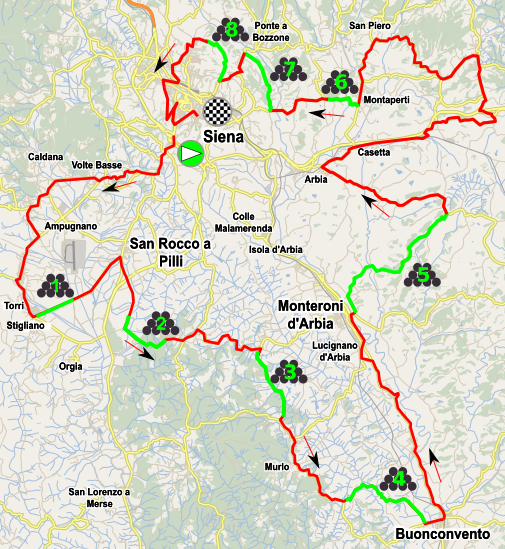
Маршрут гонки 2018 года

Маршрут гонки проходит в южной части провинции Сиена региона Тоскана по холмистой местности и характеризуется наличием гравийных дорог с белым гравием, петляющие по холмам и виноградникам региона Кьянти. Гравийные дороги разбиты на несколько участков разной длины и сложности.
Первое издание стартовало в Сан-Джиминьяно и финишировало в Сиене, объектах Всемирного наследия ЮНЕСКО. Её дистанция была 103 км и включала пять гравийных секторов общей протяженностью 17 км.
В 2016 году старт гонки перенесли в Сиену. Протяжённость дистанции была увеличена до 121 км, в том числе 22,4 км грунтовых дорог, разделённых на семь участков. Шесть участков были общими с мужским маршрутом. В 2018 году был добавлен ещё один гравийный участок, в результате чего общее количество грунтовых дорог на восьми участках достигло 30 км, а общая дистанция гонки составила 136 км. Самым длинным участком является San Martino in Grania (Sterrato Cancellara) протяжённостью 9,5 км. Самым известным является участок Colle Pinzuto в 20 км от финиша. Финальный гравийный участок Le Tolfe находится чуть северо-восточнее Сиены, после которого до финиша остается 12 км. Последний километр проходит по мощённой Via Santa Caterina в самом сердце средневекового города. Сначала следует узкий подъём состоящий из крутых участков с градиентом до 16 %, за которыми следует короткий спуск и плоский финиш на знаменитой площади Сиены Пьяцца-дель-Кампо.

## Призёры
| Год  | Победитель           | Второй               | Третий                |
| ---- | -------------------- | -------------------- | --------------------- |
| 2015 | Меган Гарнье         | Элизабет Армитстед   | Элиза Лонго Боргини   |
| 2016 | Элизабет Армитстед   | Катажина Невядома    | Эмма Юханссон         |
| 2017 | Элиза Лонго Боргини  | Катажина Невядома    | Элизабет Дейнан       |
| 2018 | Анна Ван дер Брегген | Катажина Невядома    | Элиза Лонго Боргини   |
| 2019 | Аннемик ван Влётен   | Анника Лангвад       | Катажина Невядома     |
| 2020 | Аннемик ван Влётен   | Мави Гарсия          | Леа Томас             |
| 2021 | Хантал Блак          | Элиза Лонго Боргини  | Анна Ван дер Брегген  |
| 2022 | Лотте Копеки         | Аннемик ван Влётен   | Эшли Молман           |
| 2023 | Деми Воллеринг       | Лотте Копеки         | Сесилие Уттруп Лудвиг |
| 2024 | Лотте Копеки         | Элиза Лонго Боргини  | Деми Воллеринг        |
| 2025 | Деми Воллеринг       | Анна Ван дер Брегген | Полин Ферран-Прево    |